# Médaille de la Famille française

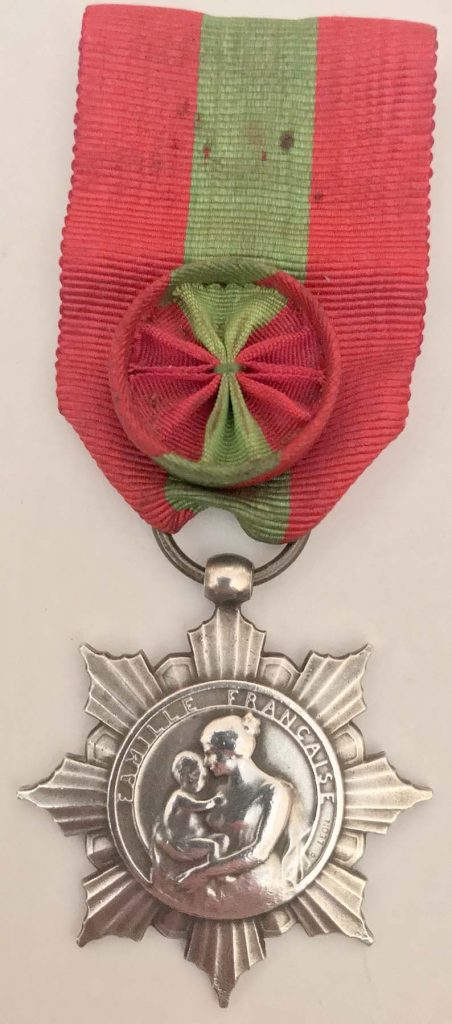
Desenho da medalha até 1983 (versão prata)

A Médaille de la Famille française ( em inglês:  Medal of the French Family ) é uma condecoração concedida pelo governo da França para homenagear aqueles que criaram com sucesso vários filhos com dignidade. A condecoração foi criada por decreto de 26 de maio de 1920, sob o nome de Médaille d'honneur de la famille française, com o objetivo de homenagear mães de famílias numerosas.  Embora a medalha premie quem tem família numerosa, os filhos devem ser "bem criados" e o mais velho ter no mínimo 16 anos.

## História
A condecoração foi criada por decreto de 26 de maio de 1920, sob o nome de Médaille d'honneur de la famille française (Medalha de Honra da Família Francesa) com o objetivo de homenagear mães de famílias numerosas. O texto do decreto sofreu várias alterações antes de ser completamente reformado por um decreto de 28 de outubro de 1982, que renomeou a condecoração Médaille de la Famille française (Medalha da Família Francesa). Este decreto entrou em vigor em 1º de janeiro de 1983 e foi completado por um arrêté (ordem administrativa) de 15 de março de 1983. A reforma abriu a atribuição da condecoração a pais e outros que criaram vários filhos de forma adequada: por exemplo, o padre católico Père Mayotte, pároco da paróquia de Randan, Puy-de-Dôme, recebeu o prémio em reconhecimento por ter criado os seis filhos de sua governanta, uma viúva que morreu repentinamente.

## Decoração
Existem três classes de medalhas: bronze para quem cria quatro ou cinco filhos, prata para pais de seis ou sete filhos e ouro para quem tem oito ou mais filhos. Uma medalha de bronze também é concedida a mães viúvas de três filhos cujos maridos foram mortos em ação. O filho mais velho do destinatário deve ter pelo menos dezesseis anos de idade.
A medalha original era uma estrela radiante de oito pontas, com um medalhão central representando uma mãe segurando uma criança pequena, cercada pela inscrição Famille Française, ("Família Francesa").  Desde 1983 é concedida uma medalha circular, com as palavras Famille Française acima de uma imagem modernista de um casal e seus filhos. As palavras "République Française" ("República Francesa") estão inscritas no verso. A fita de ambas as versões é a mesma, e tem três partes iguais, sendo as duas externas vermelhas e a interna verde. Os destinatários das medalhas de prata e ouro também recebem uma roseta nas mesmas cores.

## Condições
Recomendações ou candidaturas ao prêmio devem ser depositadas na prefeitura local. Em seguida, é feito um inquérito à família. Se o inquérito for positivo, a decisão final sobre a concessão do prêmio cabe ao prefeito do departamento. Embora desde as reformas de 1982 o prêmio tenha sido sempre aberto a mães que criam famílias sozinhas e a outros pais solteiros e tutores legais, isso se aplica apenas em casos de viuvez ou abandono: a medalha é concedida apenas a pais divorciados nas circunstâncias mais excepcionais. A medalha pode ser concedida postumamente, desde que o pedido seja feito até dois anos após o falecimento do agraciado.